# NGC 1914
NGC 1914 (również ESO 56-SC95) – gromada otwarta powiązana z mgławicą emisyjną, znajdująca się w gwiazdozbiorze Góry Stołowej. Należy do Wielkiego Obłoku Magellana. Odkrył ją John Herschel 3 listopada 1834 roku.